# 26 جمادى الآخرة
- السبت
- الأحد
- الاثنين
- الثلاثاء
- الأربعاء
- الخميس
- الجمعة

- 2830 نوفمبر 2024
- 291 ديسمبر 2024
- 12 ديسمبر 2024
- 23 ديسمبر 2024
- 34 ديسمبر 2024
- 45 ديسمبر 2024
- 56 ديسمبر 2024
- 67 ديسمبر 2024
- 78 ديسمبر 2024
- 89 ديسمبر 2024
- 910 ديسمبر 2024
- 1011 ديسمبر 2024
- 1112 ديسمبر 2024
- 1213 ديسمبر 2024
- 1314 ديسمبر 2024
- 1415 ديسمبر 2024
- 1516 ديسمبر 2024
- 1617 ديسمبر 2024
- 1718 ديسمبر 2024
- 1819 ديسمبر 2024
- 1920 ديسمبر 2024
- 2021 ديسمبر 2024
- 2122 ديسمبر 2024
- 2223 ديسمبر 2024
- 2324 ديسمبر 2024
- 2425 ديسمبر 2024
- 2526 ديسمبر 2024
- 2627 ديسمبر 2024
- 2728 ديسمبر 2024
- 2829 ديسمبر 2024
- 2930 ديسمبر 2024
- 3031 ديسمبر 2024
- 11 يناير 2025
- 22 يناير 2025
- 33 يناير 2025

26 جُمادى الآخرة أو 26 جُمادی‌ الثانية أو يوم 26 \ 6 (اليوم السادس والعُشرون من الشهر السادس) هو اليوم الرابع والسبعون بعد المائة (174) من أيَّام السنة (أو الخامس والسبعون بعد المائة لو كان شهر ربيع الآخر مُتممًا لليوم الثلاثين أو السادس والسبعون بعد المائة لو أتم كلاً من صفر وربيع الآخر ثلاثين يوماً) وفق التقويم الهجري القمري (العربي). يبقى بعده 180 أو 181 يومًا لانتهاء السنة.

## أحداث
- 962هـ - الدولة العثمانية تعقد معاهدة أماسية مع الدولة الصفوية في إيران، والتي عينت الحدود بين الجانبين في الأناضول، وذلك بعد ثلاث حملات عسكر سلطانية قادها السلطان سليمان القانوني ضد الدولة الصفوية.
- 1325هـ - سفينتان حربيتان فرنسيتان تقومان بقصف مدينة الدار البيضاء وذلك بعد قتل أربعة فرنسيين في المدينة.
- 1327هـ - الصحفي التونسي «بن عيسى ابن الشيخ أحمد» يصدر صحيفة فكاهية بعنوان جحا، كان هدفها مقاومة البدع ودعوة الشباب التونسي للتحلي بالأخلاق الحميدة.
- 1338هـ - بريطانيا تحتل إستانبول عاصمة الدولة العثمانية لتسقط بذلك الأخيرة وتخرج من صراع القوى في الحرب العالمية الأولى.
- 1349هـ - مجلس العموم يشهد نقاشًا حول فلسطين يتعلق بالطريقة التي تمارس فيها الحكومة انتدابها عليها.
- 1394هـ - إنشاء قلادة مبارك الكبير في الكويت بأمر من الشيخ صباح السالم الصباح وذلك تخليدًا لذكرى الشيخ مبارك الصباح، وتعطى هذه القلادة لرؤساء الدول.
- 1404هـ - منتخب العراق لكرة القدم يفوز بكأس بطولة الخليج لكرة القدم المقامة في عُمان.
- 1408هـ - الاتحاد السوفييتي يجلو عن أفغانستان بعد مقاومة كبيرة وجهاد استمرَّ أكثر من ثماني سنوات، تكبدت فيها السوفييت أكثر من 13 ألف قتيل، وخسائر قدرت بمليارات الدولارات. أما الأفغان فقتل منهم حوالي مليون شخص، وشُرِّد خمسة ملايين آخرون.
- 1409هـ - مغادرة آخر رتل عسكري سوفيتي العاصمة الأفغانية كابل بعد 9 سنوات من الاحتلال العسكري.
- 1411هـ - الكونغرس الأمريكي يصوت على قرار مُحاربة العراق لأجل تحرير دولة الكويت.
- 1426هـ -
  - تنصيب عبد الله بن عبد العزيز آل سعود ملكاً للمملكة العربية السعودية خلفاً للملك فهد بن عبد العزيز.
  - تنصيب الأمير سلطان بن عبد العزيز آل سعود، ولي العهد نائب رئيس مجلس الوزراء، ووزيراً للدفاع والطيران ومفتشاً عاماً.
  - مصرع جون جارانج زعيم الجيش الشعبي لتحرير السودان النائب الأول لرئيس الجمهورية في حادث تحطم طائرة هليكوبتر إثر عودته من زيارة خاصة لكينيا، ويأتي مصرعه بعد أيام قليلة من توليه منصب النائب الأول لرئيس الجمهورية طبقًا لاتفاق السلام الموقع بين حركته والحكومة السودانية.
- 1427هـ - افتتاح ملعب الإمارات، الملعب الحالي لنادي أرسنال لكرة القدم.
- 1431هـ - مجلس الأمن التابع للأمم المتحدة يفرض جولة رابعة من العقوبات على إيران بسبب برنامجها النووي.

## مواليد
- 1286هـ - مهاتما غاندي، زعيم هندي قائد حركة التحرير السلمي ضد بريطانيا.
- 1311هـ - محمد شفيق غربال، مؤرخ مصري ومنشئ الجمعية المصرية للدراسات التاريخية والمتحف المصري.
- 1333هـ - صلاح أبو سيف، مخرج مصري.
- 1372هـ - سعاد نصر، ممثلة مصرية.
- 1381هـ - خالد سامي، ممثل سعودي.
- 1382هـ - عارف الطويل، ممثل ومخرج سوري.
- 1397هـ - تميم البرغوثي، شاعر فلسطيني.
- 1400هـ - محمد خالد الوزير، ممثل كويتي.
- 1405هـ - هند البلوشي، ممثلة كويتية.
- 1410هـ - ريم أحمد، ممثلة مصرية.

## وفيات
- 1389هـ - عبد القادر الخطيب، عالم مسلم وفقيه عراقي.
- 1409هـ - عبد اللطيف التلباني، مغني مصري.
- 1424هـ - أمينة رزق، ممثلة مصرية.
- 1426هـ -
  - فهد بن عبد العزيز آل سعود، ملك السعودية.
  - جون قرنق، زعيم الجيش الشعبي لتحرير السودان والنائب الأول لرئيس الجمهورية.
  - أحمد توفيق، مخرج وممثل مصري.
- 1427هـ - محمد حسن آل ياسين، عالم شيعي عراقي.
- 1433هـ - وردة الجزائرية، مغنية جزائرية.

## وصلات خارجية
- موقع قصة الإسلام: حدث في شهر جُمادى الآخرة.